# شاكيل داير
شاكيل داير (بالإنجليزية: Shaquille Dyer)‏ (10 أغسطس 1995 بكينغستون في جامايكا - ) هو لاعب كرة قدم جامايكي في مركز الدفاع. شارك مع منتخب جامايكا تحت 20 سنة لكرة القدم. أما مع النوادي، فقد لعب مع أرنيت جاردنز ونادي بان.

## وصلات خارجية
- شاكيل داير على موقع قاعدة بيانات كرة القدم.إي يو (الإنجليزية)
- شاكيل داير على موقع Soccerway.com (الإنجليزية)